# Rego Park
Rego Park est un quartier situé dans l'arrondissement de Queens à New York.
« Rego » provient de la Real Good Construction Company qui a grandement participé au développement du quartier au milieu des années 1920.

## Démographie
Composition ethno-raciale en 2010, :
- Blancs non hispaniques (46,2 %)
- Hispaniques et Latinos (16,6 %)
- Asiatiques (31,7 %)
- Noirs (2,5 %)
- Métis (2,4 %)
- Autres (0,6 %)